# Toyoda Sakichi
Toyoda Sakichi (豊田 佐吉 (Phong Điền Tá Cát)) (sinh ngày 14 tháng 2 năm 1867 - mất ngày 30 tháng 10 năm 1930) là một nhà phát minh và nhà tư bản công nghiệp người Nhật. Là con trai của một thợ mộc nghèo, Toyoda được gọi là "Vua của các nhà phát minh Nhật Bản".

## Cuộc đời
Toyoda Sakichi thường được nhắc đến như là cha đẻ của cuộc cách mạng công nghiệp của Nhật Bản. Ông cũng là người sáng lập của Tập đoàn Công nghiệp Toyota.
Ông sinh tại một làng quê nhỏ tại tỉnh Shizuoka trong một gia đình thợ thủ công nghèo. Bố ông làm thợ mộc, còn mẹ ông ở nhà dệt vải. Làng quê của Toyoda Sakichi là một làng nghề dệt vải có truyền thống của Nhật Bản. Đến cổng làng là có thể nghe rõ tiếng máy dệt chạy khắp làng. Cha của Toyoda Sakichi là một người thợ mộc khéo tay và khá nổi tiếng trong làng.
Ông đã phát minh ra nhiều thiết bị trong ngành dệt. Phát minh nổi tiếng nhất của ông là khung cửi tự động chạy bằng điện (automatic power loom), trong đó ông thực hiện theo nguyên tắc Jidoka (tự động hóa tự trị - autonomous automation). Nguyên tắc Jidoka - Tự động hoá, mang ý nghĩa theo đó máy móc sẽ tự ngưng hoạt động nếu có vấn đề xảy ra, sau này trở thành một phần của hệ thống sản xuất Toyota Production System.
Toyoda đã phát triển nên khái niệm 5 Whys: Khi có vấn đề xảy ra, hãy hỏi "Tại sao" năm lần để cố gắng tìm ra nguồn gốc của vấn đề, sau đó đặt thứ gì đó vào vị trí để ngăn chặn các vấn đề xảy ra. Khái niệm này được sử dụng ngày nay như một phần của việc áp dụng các phương pháp sản xuất tinh gọn nhằm giải quyết vấn đề, nâng cao chất lượng và giảm chi phí.
Năm 1934 công ty Toyota đã công bố chiếc xe ôtô đầu tiên, mở đường cho kỷ nguyên huy hoàng của tập đoàn Toyota sau này.
Năm 2005, với doanh thu gần 180 tỉ USD, Toyota là tập đoàn duy nhất của Nhật Bản và cũng là duy nhất của châu Á nằm trong "Top ten" của những tập đoàn có quy mô lớn nhất. Hiệu quả kinh doanh của Toyota được thấy rõ nhất ở con số lợi nhuận khổng lồ lên tới 11 tỉ USD trong năm 2005.

## Cây phả hệ
Các con cháu của Toyoda Sakichi, người thành lập Toyoda Automatic Loom Works,  từ lâu đã nắm giữ các vị trí quản trị cấp cao của Toyota Motors, được thành lập vào năm 1937. Toyoda Shoichiro được sinh ra tại Nagoya ngày 17 tháng 2 năm 1925, là con trai của Toyoda Kiichiro, người sẽ trở thành chủ tịch của Toyota từ năm 1941 đến năm 1950; và theo đúng trình tự, Toyoda Shoichiro trở thành chủ tịch của công ty từ năm 1982 đến năm 1992. Người con trai 52 tuổi của Shoichiro, Toyoda Akio, là ứng cử viên trưởng cho chiếc ghế chủ tịch khi Watanabe Katsuaki từ nhiệm vị trí này để trở thành Chủ tịch hội đồng quản trị; và kỳ vọng này đã được khẳng định vào năm 2009.
|        |        |        |        |        |        |  |  |          |          |          |          |          |          |  |  |          |          |          |          |          |          |       |       |       |       |      |      |         |         |         |         |          |          |          |          |           |           |           |           |           |           |  |  |  |  |  |  |  |  |  |  |  |  |  |  |  |  |  |  |
|        |        |        |        |        |        |  |  |          |          |          |          |          |          |  |  |          |          |          |          |          |          |       |       |       |       |      |      |         |         |         |         |          |          |          |          |           |           |           |           |           |           |  |  |  |  |  |  |  |  |  |  |  |  |  |  |  |  |  |  |
| Sasuke | Sasuke | Sasuke | Sasuke | Sasuke | Sasuke |  |  | Heikichi | Heikichi | Heikichi | Heikichi | Heikichi | Heikichi |  |  |          |          |          |          | Asako    | Asako    | Asako | Asako | Asako | Asako |      |      | Sakichi | Sakichi | Sakichi | Sakichi | Sakichi  | Sakichi  |          |          | Tami      | Tami      | Tami      | Tami      | Tami      | Tami      |  |  |  |  |  |  |  |  |  |  |  |  |  |  |  |  |  |  |
| Sasuke | Sasuke | Sasuke | Sasuke | Sasuke | Sasuke |  |  | Heikichi | Heikichi | Heikichi | Heikichi | Heikichi | Heikichi |  |  |          |          |          |          | Asako    | Asako    | Asako | Asako | Asako | Asako |      |      | Sakichi | Sakichi | Sakichi | Sakichi | Sakichi  | Sakichi  |          |          | Tami      | Tami      | Tami      | Tami      | Tami      | Tami      |  |  |  |  |  |  |  |  |  |  |  |  |  |  |  |  |  |  |
|        |        |        |        |        |        |  |  |          |          |          |          |          |          |  |  |          |          |          |          |          |          |       |       |       |       |      |      |         |         |         |         |          |          |          |          |           |           |           |           |           |           |  |  |  |  |  |  |  |  |  |  |  |  |  |  |  |  |  |  |
|        |        |        |        |        |        |  |  | Eiji     | Eiji     | Eiji     | Eiji     | Eiji     | Eiji     |  |  | Rizaburo | Rizaburo | Rizaburo | Rizaburo | Rizaburo | Rizaburo |       |       | Aiko  | Aiko  | Aiko | Aiko | Aiko    | Aiko    |         |         | Kiichiro | Kiichiro | Kiichiro | Kiichiro | Kiichiro  | Kiichiro  |           |           |           |           |  |  |  |  |  |  |  |  |  |  |  |  |  |  |  |  |  |  |
|        |        |        |        |        |        |  |  | Eiji     | Eiji     | Eiji     | Eiji     | Eiji     | Eiji     |  |  | Rizaburo | Rizaburo | Rizaburo | Rizaburo | Rizaburo | Rizaburo |       |       | Aiko  | Aiko  | Aiko | Aiko | Aiko    | Aiko    |         |         | Kiichiro | Kiichiro | Kiichiro | Kiichiro | Kiichiro  | Kiichiro  |           |           |           |           |  |  |  |  |  |  |  |  |  |  |  |  |  |  |  |  |  |  |
|        |        |        |        |        |        |  |  |          |          |          |          |          |          |  |  |          |          |          |          |          |          |       |       |       |       |      |      |         |         |         |         |          |          |          |          |           |           |           |           |           |           |  |  |  |  |  |  |  |  |  |  |  |  |  |  |  |  |  |  |
|        |        |        |        |        |        |  |  |          |          |          |          |          |          |  |  |          |          |          |          |          |          |       |       |       |       |      |      |         |         |         |         |          |          |          |          |           |           |           |           |           |           |  |  |  |  |  |  |  |  |  |  |  |  |  |  |  |  |  |  |
|        |        |        |        |        |        |  |  | Shuei    | Shuei    | Shuei    | Shuei    | Shuei    | Shuei    |  |  |          |          |          |          |          |          |       |       |       |       |      |      | Tatsuro | Tatsuro | Tatsuro | Tatsuro | Tatsuro  | Tatsuro  |          |          | Shoichiro | Shoichiro | Shoichiro | Shoichiro | Shoichiro | Shoichiro |  |  |  |  |  |  |  |  |  |  |  |  |  |  |  |  |  |  |
|        |        |        |        |        |        |  |  | Shuei    | Shuei    | Shuei    | Shuei    | Shuei    | Shuei    |  |  |          |          |          |          |          |          |       |       |       |       |      |      | Tatsuro | Tatsuro | Tatsuro | Tatsuro | Tatsuro  | Tatsuro  |          |          | Shoichiro | Shoichiro | Shoichiro | Shoichiro | Shoichiro | Shoichiro |  |  |  |  |  |  |  |  |  |  |  |  |  |  |  |  |  |  |
|        |        |        |        |        |        |  |  |          |          |          |          |          |          |  |  |          |          |          |          |          |          |       |       |       |       |      |      |         |         |         |         |          |          |          |          | Akio      |           |           |           |           |           |  |  |  |  |  |  |  |  |  |  |  |  |  |  |  |  |  |  |